# Eine Frau
Eine Frau ist ein 1974 erschienener Roman von Peter Härtling.

## Inhalt
Der Roman erzählt die Lebensgeschichte der Fabrikantentochter und -gattin Katharina Perchtmann, geborene Wüllner, von ihrer Geburt im Jahr 1902 bis zu ihrem achtundsechzigsten Lebensjahr. Die Erzählung erfolgt im Wesentlichen chronologisch, wird aber auch immer wieder unterbrochen von Tagebucheinträgen und Briefen Katharinas beziehungsweise Briefen anderer Personen. Außerdem kommentiert die spätere Katharina zurückliegende Ereignisse, während sie gerade erzählt werden. Einschübe wie Briefe, Tagebucheinträge und Kommentare sind durch Anführungszeichen gekennzeichnet, während die wörtliche Rede ohne die üblichen Anführungszeichen erscheint. Der Roman ist in drei Teile gegliedert.

### Erster Teil
Der erste Teil beschreibt die Zeit von 1902 bis 1922, Katharinas Geburt und die Umstände, unter denen sie in Klotzsche, in der Nähe von Dresden, aufwächst. Ihr Vater Georg Wüllner ist ein erfolgreicher Kosmetik-Fabrikant und untreuer Lebemann. Ihre Mutter Susanne, eine schöne Frau jüdischer Herkunft, gebiert ihm außer Katharina noch drei weitere Kinder: die Brüder Ernst und Dieter und ihre Schwester Elle. Katharina wächst behütet und verwöhnt auf. Dennoch oder deshalb versucht sie mit fünfzehn Jahren, mit einem gleichaltrigen Jungen durchzubrennen. Das Unternehmen scheitert jedoch nach der ersten Nacht und sie kehrt zu ihrer Familie zurück. Elle, unruhig und unangepasst, schließt sich einer romantisch-revolutionären Gruppe an, in der sowohl Arbeiter als auch Intellektuelle verkehren. Bei einem Autounfall stirbt sie. Als Katharina mit ihren Eltern einen Urlaub in Karlsbad verbringt, lernt sie Ferdinand Perchtmann kennen, den Sohn eines Industriellen.

### Zweiter Teil
Im zweiten Teil wird die Ehe mit Ferdinand geschildert, mit dem sie zunächst von 1923 bis 1925 in Prag, dann von 1925 bis 1945 in Brünn lebt. Sie freundet sich in Prag mit Myriam Hribasch an, der Frau eines reichen Juweliers und wird Mutter von Zwillingen, die sie Peter und Paul taufen lässt. Als ihre Eltern sie besuchen, um die Enkel kennenzulernen, erfährt Katharina von ihrem Vater, dass er aufgrund der Weltwirtschaftskrise und der daraus folgenden Inflation, wohl aber auch durch eigene Fehler, wie Ferdinand andeutet, bankrott ist. Er muss seine Fabrik und sein Haus verkaufen und hat vor, einen Handel mit Vogelfutter aufzumachen. Bald nach der Abreise entdeckt Katharina, dass Ferdinand sie betrügt: Sie findet einen Brief seiner Geliebten. Katharina ignoriert diese Tatsache. Bald danach aber wird sie wieder schwanger und bekommt eine Tochter, Camilla, der später das letzte Kind, Annamaria, folgt. Der in Deutschland an Einfluss gewinnende Nationalsozialismus wird auch in Brünn zum Thema, und Ferdinand scheint damit zu sympathisieren. Die Erzählweise des Romans gibt nun sich beschleunigend, häufig auch nur summarisch, die weitere Entwicklung wieder: Schwarzer Freitag, Machtergreifung Hitlers und Einmarsch der Deutschen; Georg stirbt, Peter und Paul werden Piloten und begeisterte Nazis; Susanne wird unter falschem Namen auf einem Bauernhof einquartiert, um der Judenverfolgung zu entgehen, auch Katharina erhält neue Papiere; Ferdinand wird eingezogen und fällt, ebenso wie Paul und Ernst; Dieter, der Offizier war, wird als sogenannter Halbjude degradiert und unehrenhaft aus der Armee entlassen, er gilt als verschollen; Haus und Fabrik sind zerbombt. Schließlich muss Katharina, als die Rote Armee sich nähert, mit ihrer Mutter Susanne, Annemaria und der alten Kinderfrau Gutsi, die sowohl sie selbst als auch ihre Kinder großgezogen hat, ihr Haus verlassen und fliehen. Sie werden als Deutsche mit dem Zug nach Deutschland abtransportiert. Auf dieser Reise lernt sie Werner Roßmann kennen, mit dem sie ein Verhältnis beginnt.

### Dritter Teil
Die Jahre von 1946 bis 1970 beschreiben Katharinas letzte Zeit in Stuttgart. Sie wird mit ihrem Anhang in eine Wohnung einquartiert. Roßmann verlässt sie, als er seine Familie wiederfindet, Susanne und Gutsi sterben im Alter von vierundachtzig Jahren. Katharina arbeitet fünf Jahre lang als Packerin in einer Schokoladenfabrik, dann findet sie Arbeit als Sekretärin. Camilla und Dieter tauchen wieder auf, sind ihr aber inzwischen fremd geworden. Beide leben in gutbürgerlichen Verhältnissen. Nur die Ehe Annamarias scheitert. Sie bringt ihren Sohn Achim zu Katharina, die ein sehr enges Verhältnis zu ihrem Enkel aufbaut. Annamaria heiratet nach der Scheidung einen Fabrikanten, Achim bleibt bei seiner Großmutter. Katharina beginnt ein Liebesverhältnis mit einem im Haus wohnenden Regierungsdirektor, Ferdinand Novotny, mit dem sie schließlich zusammenzieht. Sie nimmt an Ostermärschen teil und interessiert sich für die politischen Ideen Achims, der nun studiert und Teil der Studentenbewegung geworden ist. Katharina glaubt aber nicht an die Wirksamkeit dieser Bewegung. An ihrem fünfundsechzigsten Geburtstag versammelt sie ihre ganze Familie um sich, Kinder, Enkel und deren Anhang und feiert mit ihnen. Am Ende brüskiert sie die Anwesenden mit der Feststellung, dass sie sich im Grunde alle fremd seien. Der Roman endet mit einem Brief Annamarias an Camilla, die ihre Schwester bittet, einen größeren Geldbetrag zu überweisen, damit Katharina in einem Altersheim untergebracht werden könne.

## Rezeption
- „Peter Härtling schreibt mit dieser Geschichte vom Verfall einer Familie und von der bedächtigen Emanzipation einer Frau etwas, das es in der zeitgenössischen deutschen Literatur gar nicht gibt, einen ernst zu nehmenden Unterhaltungsroman.“ – Rolf Michaelis in Die Zeit.

- „So eine Geschichte liest man mehr als einmal. Sie besticht durch Originalität und Glaubwürdigkeit. Sie ist vollgepackt mit Menschen und Ereignissen und wirkt dennoch weder überladen noch überspannt. Härtling versteht es, Gefühle und Situationen in wenigen Sätzen zu schildern.“ – Ursula Haarseim, Rheinischer Merkur.

- „Eine Frau ist einer der besten kritischen Romane, die nach 1945 über das deutsche (oder auch das europäische) Bürgertum geschrieben worden sind." – Christian Ferber in Welt des Buches.“[1]

## Verfilmung
- 1975. Intermezzo für fünf Hände, Regie: Ludwig Cremer, Sender Freies Berlin

## Ausgaben
- Hermann Luchterhand Verlag, Darmstadt und Neuwied, 1974.
- Sammlung Luchterhand, Frankfurt am Main 1983, ISBN 3-630-61435-3.
- Fischer Taschenbuch Verlag, Frankfurt am Main, 1977, ISBN 3-596-21834-9.